# Čalbmehbeljávri
Čalbmehbeljávri är en sjö i Finland. Den ligger i kommunen Enontekis i landskapet Lappland, i den norra delen av landet, 900 km norr om huvudstaden Helsingfors. Čalbmehbeljávri  ligger 445 meter över havet. Omgivningarna runt Čalbmehbeljávri  är i huvudsak ett öppet busklandskap. Arean är 13,4 hektar och strandlinjen är 1,6 kilometer lång. Sjön  ingår i Kemi älvs huvudavrinningsområde. 